# Beckmannia
Beckmannia és un gènere de plantes de la família de les poàcies, ordre de les poals, subclasse de les commelínides, classe de les liliòpsides, divisió dels magnoliofitins.

## Taxonomia
- Beckmannia baicalensis (I.V. Kusn.) Hultén
- Beckmannia borealis (Tzvelev) Prob.
- Beckmannia cruciformis (Sibth. i Sm.) Sennen
- Beckmannia eruciformis (L.) Host
  -     - Beckmannia eruciformis subsp. baicalensis (I.V. Kusn.) Hultén

  - Beckmannia eruciformis var. baicalensis I.V. Kusn.
    - Beckmannia eruciformis subsp. borealis Tzvelev

  - Beckmannia eruciformis var. eruciformis
  - Beckmannia eruciformis var. minor (Paczeski) Kuznezow
  - Beckmannia eruciformis var. ramosa (Paczoski) Kuznezow
    - Beckmannia eruciformis subsp. syzigachne (Steud.) Breitung

  - Beckmannia eruciformis var. uniflora Scribn. ex A. Gray
- Beckmannia erucoides P. Beauv.
- Beckmannia hirsutiflora (Roshev.) Prob.
- Beckmannia syzigachne (Steud.) Fernald
  -     - Beckmannia syzigachne subsp. baicalensis (I.V. Kusn.) Hultén
    - Beckmannia syzigachne subsp. hirsutiflora (Roshev.) Tzvelev

  - Beckmannia syzigachne var. hirsutiflora Roshev.
    - Beckmannia syzigachne subsp. syzigachne

  - Beckmannia syzigachne var. syzigachne
  - Beckmannia syzigachne var. uniflora (Scribn. ex A. Gray) B. Boivin